# Philippe François Maurice d'Albignac
Le comte Philippe François Maurice de Rivet d'Albignac, également comte de Ried, né le 25 juillet 1775 à Peyreleau (Aveyron) et mort le 31 janvier 1824 à Montpellier, est un général français de la Révolution et de l’Empire.

## Biographie

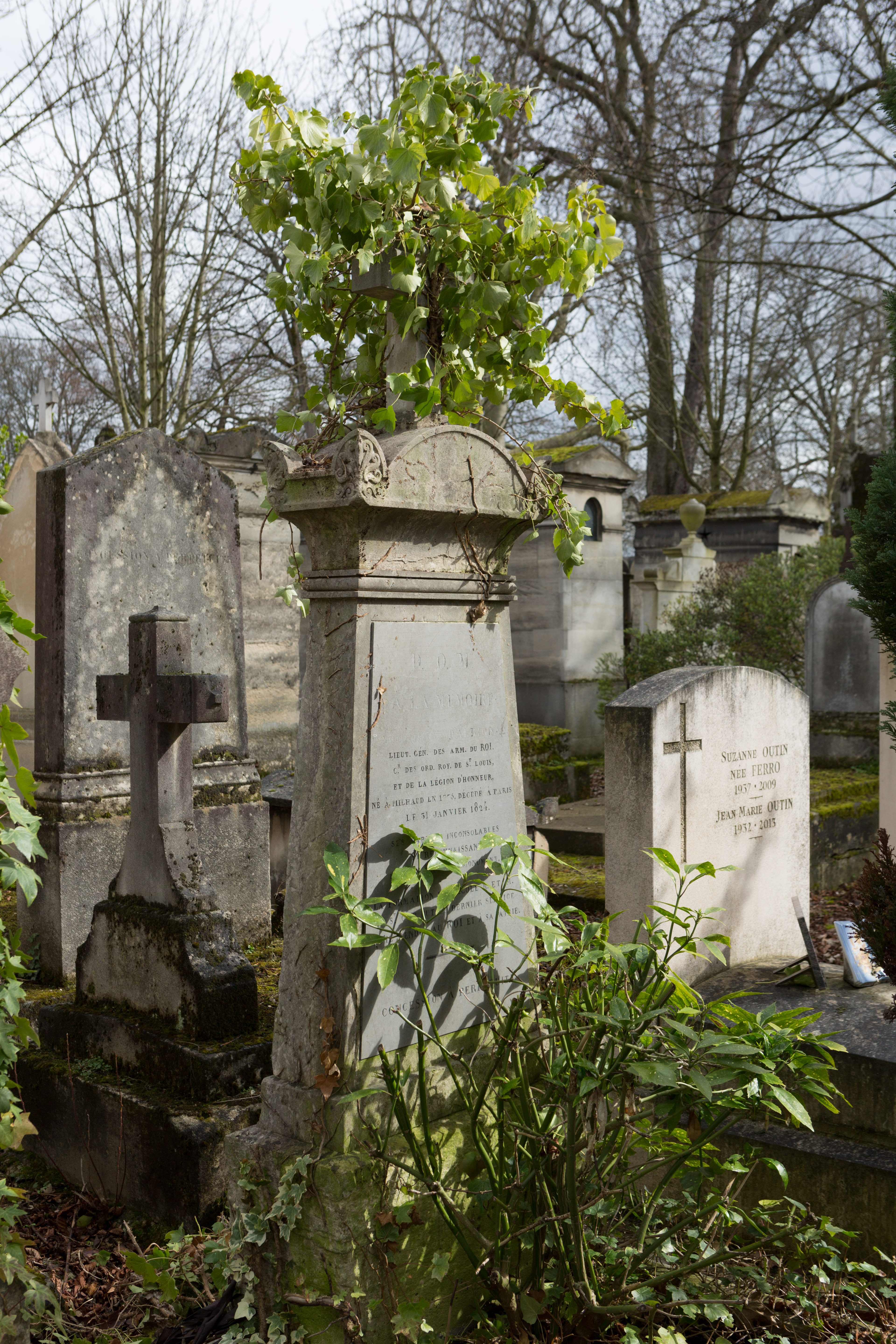
Tombe au cimetière du Père-Lachaise.

Fils du vicomte Claude François d'Albignac (9 juin 1740-28 novembre 1822), il devient page du roi Louis XVI puis émigre en 1791. Il est nommé lieutenant et aide de camp de son grand-oncle, le comte de Montboissier, à l'armée des Princes en 1792, puis il sert dans les régiments de Choiseul et de Salm au service de l'Autriche, puis de l'Angleterre de 1793 à 1795.
Rentré en France en 1800, il passe le 29 octobre 1806, gendarme d'ordonnance et sert à la Grande Armée de 1806 à 1807. Il entre par la suite au service de Jérôme Bonaparte, roi de Westphalie,avec le grade de général de brigade le 28 juillet 1808, dont il devient aide de camp, puis ministre de la Guerre et qui le fait comte de Riedt. Tombé en disgrâce à la suite de divergences de vue avec Jérôme, il rentre au service de la France.  
En 1813, il est nommé commandant du Gard.
Lors de la Première Restauration, il est promu maréchal de camp le 29 novembre 1814.
Durant les Cent-Jours, il rejoint Louis XVIII à Gand.
À la Seconde Restauration, il devient secrétaire général du ministère de la Guerre, puis commandant de l'École spéciale militaire de Saint-Cyr de 1816 à 1821. Il est fait commandeur de Saint-Louis le 24 août 1820, et le 25 avril 1821, il est promu lieutenant-général.
Il est inhumé au cimetière du Père-Lachaise (23e division).

## Distinctions
- Commandeur de l'Ordre royal et militaire de Saint-Louis